# Piper globulistigmum
Piper globulistigmum är en pepparväxtart som beskrevs av C. Dc.. Piper globulistigmum ingår i släktet Piper och familjen pepparväxter. Inga underarter finns listade i Catalogue of Life.